# Gazela północnosomalijska
Gazela północnosomalijska (Gazella dorcas pelzelnii) – ssak z rodziny wołowatych, podgatunek gazeli pustynnej (Gazella dorcas), początkowo klasyfikowany jako odrębny gatunek (Gazella pelzelnii).

## Charakterystyka ogólna
Wysokość w kłębie dochodzi do 65 cm. Sierść ubarwiona na brązowawy kolor, od spodu jaśniejsza. Dorastające do 35 cm długości rogi występują u przedstawicieli obu płci.

## Występowanie i biotop
Gazela północnosomalijska zamieszkuje wyżynne, skaliste tereny w północnej Somalii. Żyje stadnie, odżywiając się roślinnością.